# ハンター・ラッセル症候群
ハンター・ラッセル症候群（ハンター・ラッセルしょうこうぐん、英語: Hunter-Russell syndrome）はメチル水銀を体内に取り込んだ患者（日本で一番よく知られるのは熊本県の水俣病）にみられる、メチル水銀による中枢神経障害による運動失調、言語障害、視野狭窄、感覚障害及び難聴などの症状である。
ハンター、ラッセルは、1940年に初めて当症例を論文発表したイギリスの医師・D. ハンター、D. ラッセル、R. ボンフォードの3人のうちの2人の名前である。3人はイギリスのロンドン郊外の農薬工場で起きた作業員のメチル水銀中毒事故について報告した。
水俣病の調査の過程で患者に見られる症状とハンター、ラッセルの報告の類似が発見され、水俣病に見られる前記の症状がこの名で呼ばれるようになった。